# Geografia ambiental
Geografia ambiental é o estudo dos efeitos das ações do ser humano sobre o ambiente terrestre.